# Slatki život
Slatki život (talijanski La dolce vita) je talijansko-francuski crno-bijeli igrani film snimljen 1960. u režiji Federica Fellinija, a koji se smatra najpopularnijim i najuspješnijim ostvarenjem njegove filmografije, odnosno jednim od najznačajnijih i najutjecajnijih ostvarenja europske kinematografije 1960-ih.
Po žanru je kombinacija drame i komedije. Protagonist, koga tumači Marcello Mastroianni, rimski je novinar Marcello Rubini, nekoć ambiciozni književnik koji je primoran za život zarađivati radeći za tabloid i prateći trivijalne priče, kao i život otmjenog društva i celebrityja. Radnja filma nema čvrstu narativnu strukturu, te se sastoji od nekoliko epizoda koje prate tjedan dana u Rubinijevom životu, a što uključuje situacije u kojima ga privlače kako žene iz miljea koji prati kao novinar, tako i lagodan život kojima su okruženi.
La dolce vita je izazvao veliku pažnju jer je njime Fellini, tada jedan od najuglednijih talijanskih sineasta, simbolički označio raskid s dotadašnjim neorealizmom, bilo u smislu stila - pa tako film sadrži gotovo nadrealne i groteskne scene - bilo smislu tematike, koja će se umjesto problema siromaštva i društvene nejednakosti više baviti otuđenjem, hedonizmom i dekadencijom kako više, tako i srednje klase stvorene u talijanskom ekonomskom bumu 1950-ih. Fellini je u filmu pokazao izuzetnu vještinu prikazivanjem oštrih kontrasta i kontradikcija tadašnje Italije koja se našla između prošlosti i moderne sadašnjosti (a što se najbolje vidi u početnoj sceni u kojoj helikopter prevozi kip Isusa iznad starorimskog akvadukta),  odnosno katoličanstva i prakticiranja "slobodnih" oblika seksualnosti kao što su prostitucija i promiskuitet. Publici je, međutim, najviše u sjećanju ostala antologijska scena u kojoj američka filmska zvijezda Sylvia (čiji lik tumači Anita Ekberg) hoda u poznatoj rimskoj fontani Trevi.
Zbog svog sadržaja je film, međutim, izazvao negodovanje Rimokatoličke crkve koja ga je smatrala veličanjem i poticanjem "nemorala". Nakon što je film na privatnoj projekciji pogledao papa Ivan XXIII i, navodno, njime bio "zgrožen", film je osuđen u uvodniku vatikanskog lista L'Osservatore Romano, a nakon čega je vlada demokršćanskog premijera Fernanda Tambronija naložila rezanje nekih "problematičnih" dijelova. U Francovoj Španjolskoj je, pak, bio u potpunosti zabranjen za prikazivanje, te je gledateljima postao dostupan tek nakon Francove smrti 1975. godine.
S druge strane, među kritikom i publikom su reakcije bilo daleko pozitivnije. Na Filmskom festivalu u Cannesu je osvojio Zlatnu palmu, a kasnije je dobio i Oscar za najbolju kostimografiju. Neki od detalja filma su postali dio popularne i opće kulture, odnosno poslužili za stvaranje novih riječi i pojmova. Lik agresivnog fotografa koji "progoni" celebrityje (temeljen na stvarnoj ličnosti po imenu Tazio Secchiaroli), a koga je u filmu tumačio Walter Santesso, je dobio ime Paparazzo, a poslije su po njemu prozvani paparaci. Majice nalik na one nošene u filmu, dobile su ime dolčevita.

## Uloge
- Marcello Mastroianni ... Marcello Rubini
- Anita Ekberg ... Sylvia
- Anouk Aimée ... Maddalena
- Yvonne Furneaux ... Emma
- Lex Barker ... Robert, Sylvijin zaručnik
- Magali Noël ... Fanny
- Alain Cuny ... Steiner
- Nadia Gray ... Nadia
- Annibale Ninchi ... Marcellov otac
- Walter Santesso ... Paparazzo
- Valeria Ciangottini ... Paola
- Riccardo Garrone ... Riccardo
- Ida Galli ... Debitantica godine
- Audrey McDonald ... Jane
- Polidor ... Klaun
- Gloria Jones ... Gloria
- Alain Dijon ... Frankie Stout
- Enzo Cerusico ... Novinski fotograf
- Nico ... Nico

## Vanjske poveznice
- La Dolce Vita na Rotten Tomatoes
- La Dolce Vita text  Arhivirana inačica izvorne stranice od 7. listopada 2012. (Wayback Machine) by Roger Ebert.